# 1983 사모아 내셔널 리그
1983 사모아 내셔널 리그는 사모아 내셔널 리그의 다섯 번째 시즌으로, 바이바세-타이 FC가 네 번째 우승을 차지했다.